# Agrypnus bipapulatus
Agrypnus bipapulatus es una especie de escarabajo del género Agrypnus, tribu Agrypnini, familia Elateridae. Fue descrita científicamente por Candeze en 1865.
Se distribuye por China. La especie se mantiene activa durante los meses de julio y septiembre.